# Admannshagen-Bargeshagen
Admannshagen-Bargeshagen – gmina w Niemczech,  w kraju związkowym Meklemburgia-Pomorze Przednie, w powiecie Rostock, wchodząca w skład urzędu Bad Doberan-Land.
Dzielnice: Admannshagen, Admannshagen-Ausbau, Bargeshagen, Rabenhorst i Steinbeck.